# Corpus Inscriptionum Etruscarum

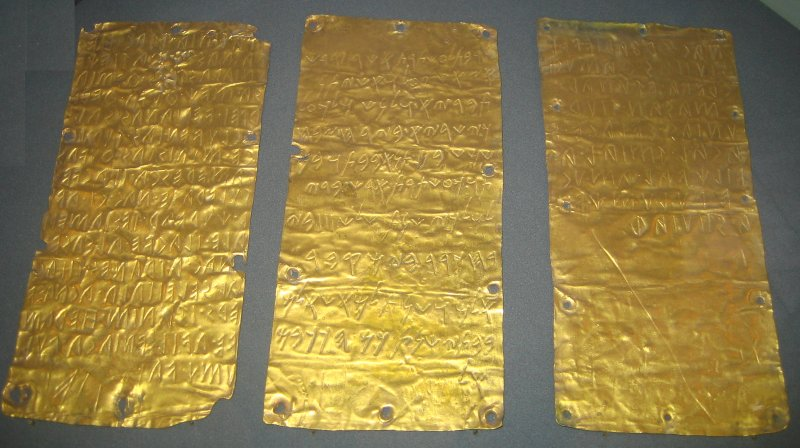
As tábuas de Pirgos

O Corpus Inscriptionum Etruscarum ("Corpo de inscrições etruscas", CIE) é uma coleção que recolhe a maioria de inscrições e textos em língua etrusca conhecidas e publicadas, cuja recompilação foi iniciada por Carl Pauli em 1885 na obra Corpus inscriptionum Etruscarum Academiis litterarum Borussica et Saxonica legatum, e continuada por vários dos seus seguidores. O CIE é um índice de referência de grande valor para a classificação de textos etruscos, utilizando um simples sistema de ordenação. A última versão publicada foi em 2004, escrita por Hadrianus Maggiani.

## Antecedentes
A língua etrusca não pertence a uma das grandes famílias linguísticas, e durante longo tempo não foi possível a sua tradução. Em lugar da tradução foram usados métodos comparativos, como o método histórico-filológico, comparando as inscrições das tumbas, urnas, etc. com as fórmulas das línguas vizinhas, para as identificar por comparação. Essa foi a base da coleção classificada de inscrições.

## História
O CIE foi criado em 1893 com a participação da Academia Prussiana de Ciências de Berlim. Vários investigadores trabalharam as primeiras publicações da CIE, como o sueco Olof August Danielsson (1869-1933) da Universidade de Uppsala, bem como o investigador alemão Gustav Herbig (1868-1925), catedrático de linguística em Rostock. Após o falecimento em 1933 de Danielsson, a coleção passou à biblioteca da Universidade de Uppsala.
Depois da Segunda Guerra Mundial, o projeto passou à organização sucessora da Academia Prussiana de Ciências, a Academia de Ciências da RDA, que o assignou ao Instituto Central de Historia Antiga e Arqueologia e, em 1955, ao recém-criado Instituto da Antiguidade greco-romana.
Desde o relançamento dos trabalhos de Pauli, Danielsson e Herbig em 1964 e 1970, foram publicadas novas versões do CIE, em particular por investigadores italianos.

## Publicações
- Corpus inscriptionum Etruscarum : Academiae Litterarum Regiae Borussicae et Societatis Litterarum Regiae Saxonicae munificentia adiutus in societatem operis adsumpto Olavo Augusto Danielsson ed. Carolus Pauli, Lipsiae : Barth, 1893 (1902).
- Corpus inscriptionum Etruscarum - Vol. 1 (Tit. 1-4917), Roma : "L'Erma" di Bretschneider, Lipsia, 1893 (1902, 1964).
- Corpus inscriptionum Etruscarum - Vol. 2, Sec. 1, Fasc. 1 (Tit. 4918-5210), Olof August Danielsson & Gustav Herbig, 1907 (1936, 1964, 1970).
- Corpus inscriptionum Etruscarum - 2, 1, 2 (Tit. 5211-5326), Gustav Herbig, 1923 (1964, 1970).
- Corpus inscriptionum Etruscarum - 2, 1, 3 (Tit. 5327-5606), Ernst Sittig, 1936.
- Corpus inscriptionum Etruscarum - 2, 1, 4 (Tit. 5607-6324), Mauro Cristofani, 1970 (2003).
- Corpus inscriptionum Etruscarum - 2, 1, 5 (Tit. 6325-6723), Johannes Colonna, 2006.
- Corpus inscriptionum Etruscarum - 2, 2, 1 (Tit. 8001-8600), Gustav Herbig, 1912 (1936, 1964, 1970).
- Corpus inscriptionum Etruscarum - 2, 2, 2 (Tit. 8601-8880), Mauro Cristofani, 1996.
- Corpus inscriptionum Etruscarum - 2, 2, 1 (Tit. 8881-8927), Johannes Colonna, 2006.
- Corpus inscriptionum Etruscarum - 3, 1 (Tit. 10001-10520), Maristella Pandolfini Angeletti, 1982.
- Corpus inscriptionum Etruscarum - 3, 2 (Tit. 10521-10950), Juliana Magini Carella Prada, 1987.
- Corpus inscriptionum Etruscarum - 3, 3 (Tit. 10951-11538), Maristella Pandolfini Angeletti, 1994.
- Corpus inscriptionum Etruscarum - 3, 4 (Tit. 11539-12113), Hadrianus Maggiani, 2004.